# Слубицкий повет
Слубицкий повет (пол. Powiat słubicki) — повет (район) в Польше, входит как административная единица в Любушское воеводство. Центр повета — город Слубице. Занимает площадь 999,77 км². Население — 47 275 человек (на 31 декабря 2015 года).

## Административное деление
- города: Цыбинка, Осьно-Любуске, Жепин, Слубице
- городско-сельские гмины: Гмина Цыбинка, Гмина Осьно-Любуске, Гмина Жепин, Гмина Слубице,
- сельские гмины: Гмина Гужица

## Демография
Население повета дано на 31 декабря 2015 года.
| Перепись            | Всего  | Мужчины | Женщины |
| ------------------- | ------ | ------- | ------- |
| Всего               | 47 275 | 23 242  | 24 033  |
| Городское население | 30 255 | 14 572  | 15 683  |
| Сельское население  | 17 020 | 8670    | 8350    |